# Peter Danckerts de Rij

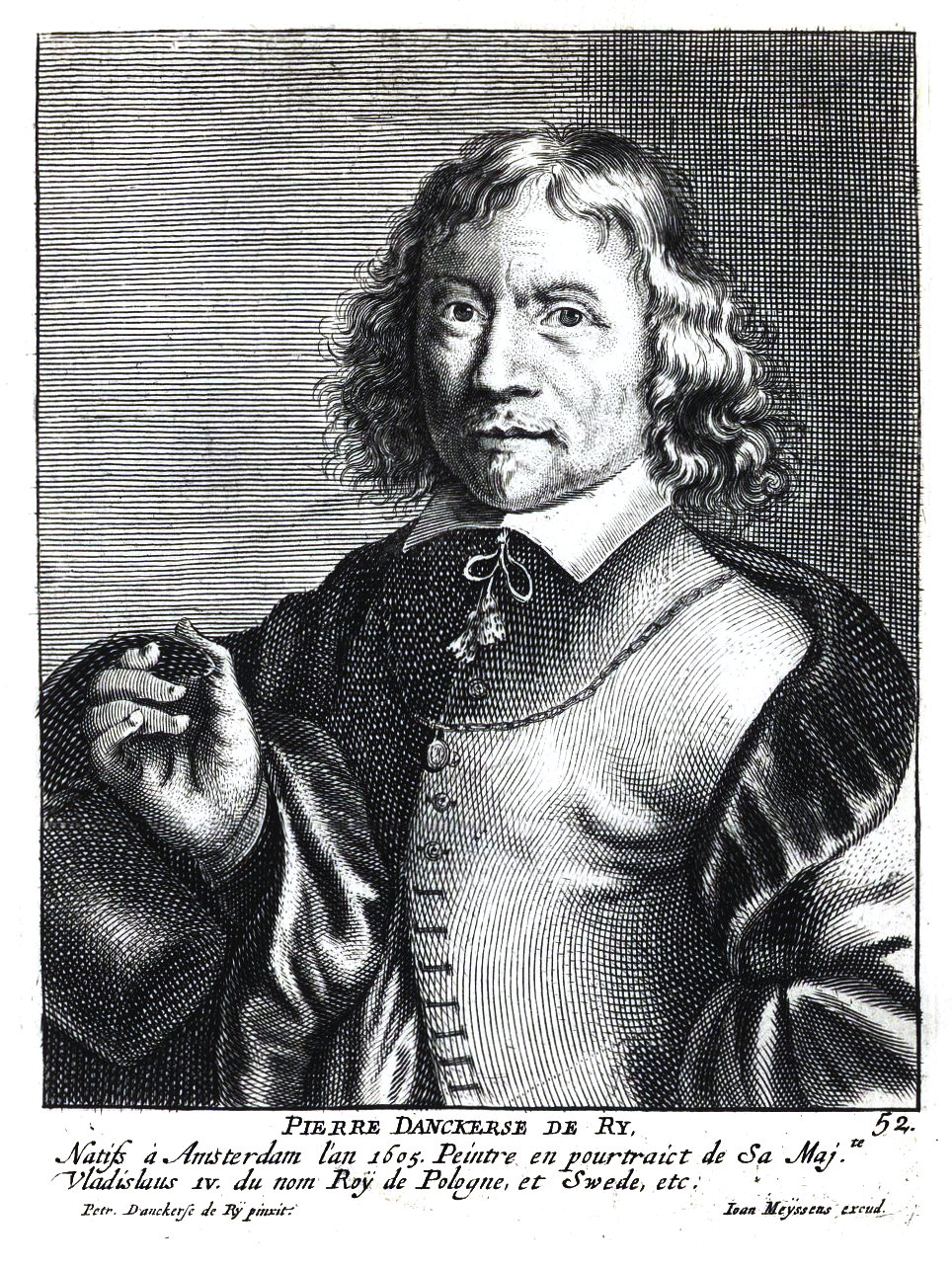
Chân dung của Pieter Danckerts de Ry trong Nội các Het Gulden của Cornelis de Bie.

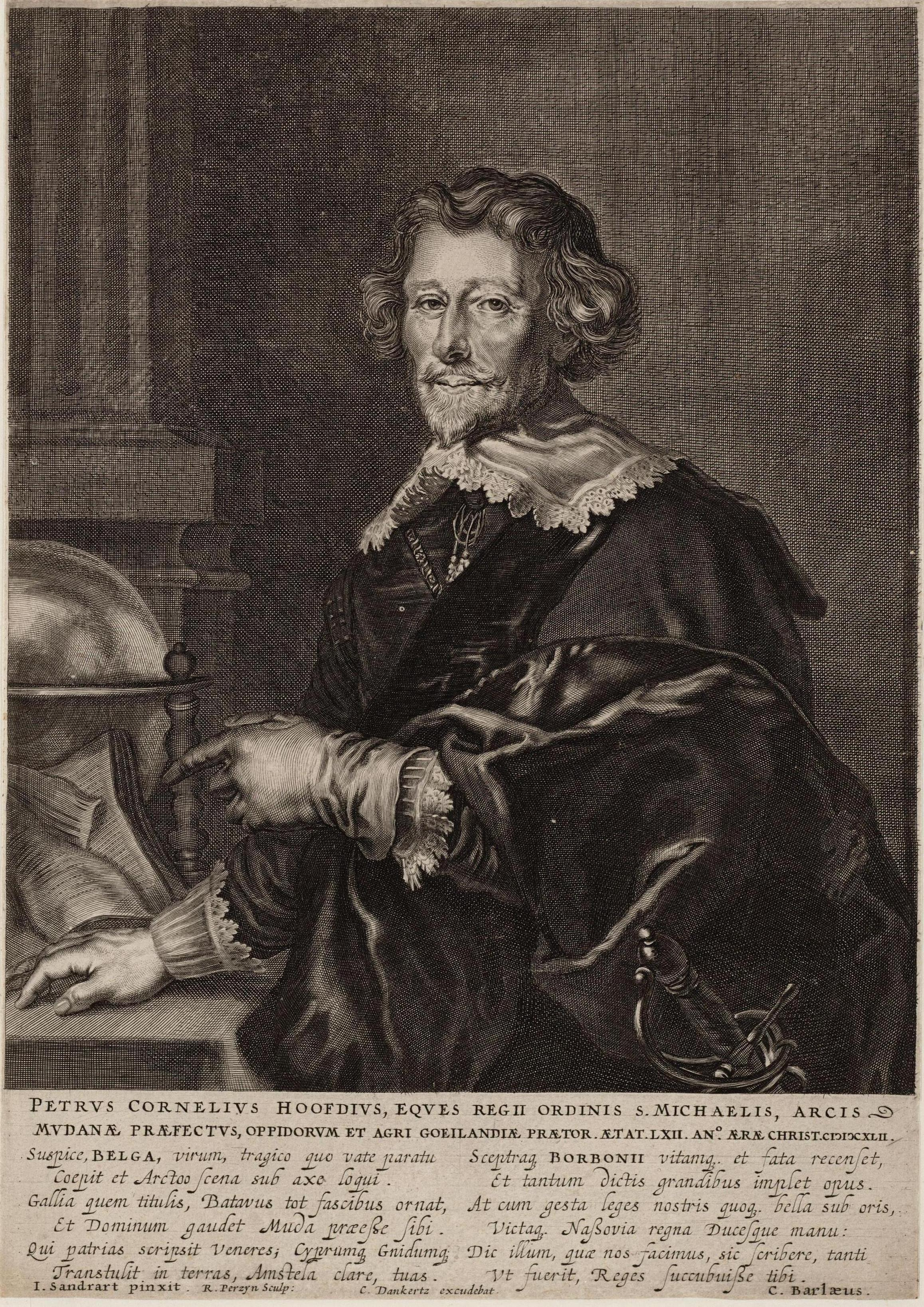
Ví dụ về sự hợp tác Dankerts-Sandrart trong bản in của PC Hooft. Bản khắc năm 1642 này được vẽ bởi Sandrart, được khắc bởi Reinier van Persijn, và được in bởi Danckerts. Bài thơ bằng tiếng Latinh ở phía dưới được viết bởi Caspar Barlaeus.

Pieter, Peeter, hoặc Peter Danckerts de Rij, Dankers de Ry, hay Peteris Dankersas (sinh năm 1605 tại Amsterdam – mất ngày 15 tháng 12 năm 1660 tại Amsterdam). là một họa sĩ người thuộc Thời kỳ hoàng kim Hà Lan chủ yếu hoạt động trong khối Liên bang Ba Lan và Lietuva and Thụy Điển.

## Cuộc đời và sự nghiệp
Ông là con trai của Cornelis Danckerts de Ry, và là thành viên trong một gia đình lớn gồm thợ in, họa sĩ và thợ khắc.
Cornelis được đề cập đến trong Schouburg của Houbraken như là một trong nhiều người thầy của Joachim von Sandrart trong giai đoạn 1640-41, mặc dù xét về tuổi tác và kinh nghiệm của Sandrart (người vừa trở về miền Bắc từ Grand Tour tới Ý), đó như là một sự hợp tác nhiều hơn. Vì sau này, Filippo Baldinucci đã viết một bản phác thảo tiểu sử về Pietro Danckerse de Ry trong danh sách các nghệ sĩ được gọi là Notizie, có thể Danckerts đã đến thăm Ý vào một thời điểm nào đó.Trong mọi trường hợp, Sandrart đã khắc một số bức tranh của Peter sau thời kỳ này. Từ năm 1634 đến 1638, ông chuyển đến Warsaw, và sau đó là Danzig, rồi đến Vilnius trong khối Liên bang Ba Lan và Lietuva. Tại đây, ông là họa sĩ cung đình và kiến trúc sư của Vua Władysław IV Vasa. Theo Houbraken, một bài thơ được viết để hoan nghênh công việc của ông ở Ba Lan.
Năm 1648, ông chuyển đến làm họa sĩ tại triều đình Nữ hoàng Christina ở Stockholm. Người kế vị của bà, Vua Charles X Gustav, rất coi trọng ông. Ông trở lại Cộng hòa Hà Lan vào năm 1659 và qua đời tại Amsterdam vào tháng 12 năm sau.

## Chân dung cha mẹ

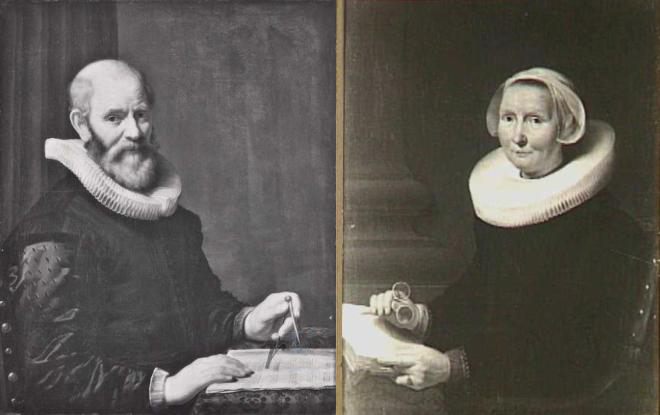
Chân dung về cha mẹ của Peter.

Năm 1634, Peter đã vẽ mặt dây chuyền chân dung của cha mẹ ông, cha ông là họa sĩ Cornelis và mẹ anh. Bức chân dung của mẹ ông được treo trong Phòng trưng bày Nghệ thuật Johannesburg, và bức chân dung của cha ông được treo ở Bảo tàng Mỹ thuật Hoàng gia Bỉ.

## Tác phẩm

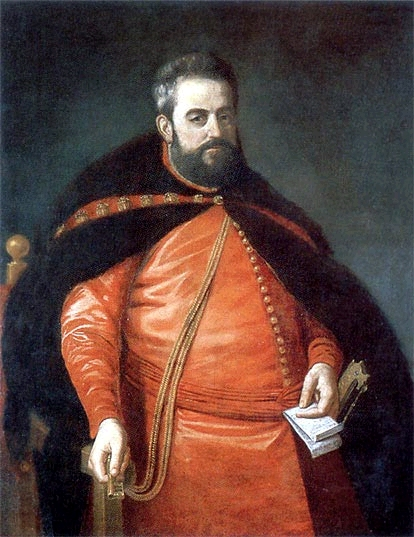
Adam Kazanowski, 1638
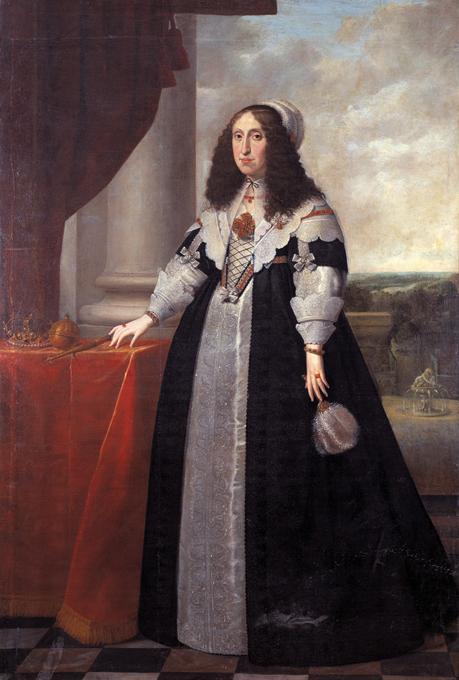
Queen Cecilia Renata of Austria, 1630s
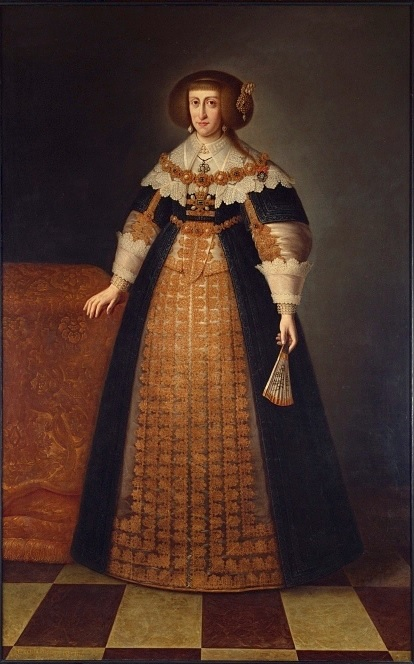
Queen Cecilia Renata of Austria, c. 1640